# Christopher Cross
Christopher Cross (* 3. května 1951 San Antonio) je americký zpěvák a kytarista. Na počátku své kariéry působil ve skupině Flash, která se specializovala na hraní coververzí. V roce 1978 podepsal jako sólový umělec smlouvu se společností Warner Bros. Records a následujícího roku vydal své první album. Za to získal v několika kategoriích cenu Grammy. Později vydal řadu dalších alb. V letech 1973 až 1982 byla jeho manželkou Roseanne Harrison. Následně, v letech 1988 až 2007, byla jeho manželkou Jan Bunch.